# Ulančavanje unapred
Ulančavanje unapred (ili rezonovanje unapred) je jedna od dve glavne metode zaključivanja kada se koristi mehanizam zaključivanja i može se logički opisati kao ponovljena primena modus ponens. Ulančavanje unapred je popularna strategija implementacije za ekspertske sisteme, poslovne i proizvodne sisteme pravila. Suprotno ulančavanju unapred je ulančavanje unazad.
Ulančavanje unapred počinje sa dostupnim podacima i koristi pravila zaključivanja za izdvajanje više podataka (od krajnjeg korisnika, na primer) dok se ne postigne cilj. Mehanizam zaključivanja koji koristi ulančavanje pretražuje pravila zaključivanja sve dok ne pronađe ono za koje se zna da je prethodnica (Ako klauzula) tačna. Kada se takvo pravilo pronađe, mašina može da zaključi, ili izvede zaključak konsekventno (Onda klauzulu), što rezultira dodavanjem novih informacija njegovim podacima.
Mehanizmi zaključivanja će iterirati kroz ovaj proces dok se ne postigne cilj.

## Spoljašnje veze
- Forward vs. Backward Chaining Explained at SemanticWeb.com